# コリン・キャンベル (映画監督)
コリン・キャンベル（Colin Campbell, 1859年10月11日 - 1928年8月26日）は、スコットランド出身のアメリカ合衆国の映画監督、脚本家、俳優である。本名ジェームズ・コリン・キャンベル（James Colin Campbell）。

## 人物・来歴
1859年10月11日、イギリス・スコットランドに生まれる。
映画界に登場したのは、すでに満52歳となった1911年11月3日公開、セリグ・ポリスコープ・カンパニー製作、フランク・ウィード主演の短篇映画 His First Long Trousers の監督としてである。1914年にはレックス・ビーチの小説 The Spoilers（1906年）の初の映画化『スポイラース』をウィリアム・ファーナムおよびキャスリン・ウィリアムス主演に手がける。1915年、同社を退社、フォルスタッフ・コメディーズに転出、短篇コメディを量産するが、翌1916年にはセリグに復帰する。
1918年、セリグを離れ、ユニヴァーサル・フィルム・マニュファクチュアリング・カンパニー（現在のユニバーサル・ピクチャーズ）に移籍、傘下のブルーバード映画で、マリー・ウォールキャンプ主演の Tongues of Flame, ファニタ・ハンセン主演の The Sea Flower を監督するが、多くが日本で公開されたブルーバード映画の中でも、この2作は公開されなかった。
1919年以降は、キャサリン・マクドナルド、ダスティン・ファーナム、早川雪洲らのスタープロダクションが製作する彼らの主演作を手がけ、フォックス・フィルム（現在の20世紀フォックス）製作の作品を手がけた。満65歳を迎える1924年、ヘンリー・B・ウォルソール主演のサイレント映画 The Bowery Bishop を最後に映画界を去った。
1928年8月26日、カリフォルニア州ロサンゼルス市ハリウッドで脳血栓症により死去した。満68歳没。

## フィルモグラフィ
特筆を除きすべて監督作である。1916年以前の約130作に及ぶ監督作は、短篇が多く、おもなものに留めた。

### 1910年代
- His First Long Trousers : 主演フランク・ウィード、1911年 - 監督（初監督作）
- Getting Married : 主演チャールズ・クラリー、1911年 - 監督・脚本（初脚本作）
- Brown of Harvard : 主演エドガー・G・ウィン、1911年 - 監督・脚本
- en:Alas! Poor Yorick! : 主演ウィーラー・オークマン、1913年 - 監督・脚本
- An Old Actor : 1913年 - 監督・脚本・主演（初出演作）
- Shotgun Jones : 主演ウィーラー・オークマン、1914年
- 『スポイラース』The Spoilers : 主演ウィリアム・ファーナム / キャスリン・ウィリアムス、1914年
- Bing-Bang Brothers : 監督不明、主演リリー・チェンバリン、1915年 - 出演・役 Harry Benson aka Bing-Bang Brothers
- Foiling Father's Foes : 共演ルイーズ・ベイツ、1915年 - 監督・主演・役 Job Melick - the Father
- Toodles, Tom and Trouble : 監督不明、1915年 - 主演・役 Tom
- The Smouldering Flame : 主演トム・サンチ、1916年
- The Devil-in-Chief : 主演ユージニー・ベッセラー、1916年
- Thou Shalt Not Covet : 主演タイロン・パワー・シニア、1916年
- The Regeneration of Jim Halsey : 主演ベッシー・アイトン、1916年
- The Ne'er Do Well : 主演ウィーラー・オークマン、1916年
- The Three Wise Men : 主演ベッシー・アイトン、1916年
- 『グロリア物語（英語版）』 Gloria's Romance : 共同監督ウォルター・エドウィン（フランス語版）、主演ビリー・バーク、1916年
- The Dream of Eugene Aram : 主演ロイ・クラーク、1916年
- The Brand of Cain : 主演ハリー・ロンズデール、1916年
- 『砂漠の町』 The Garden of Allah : 主演ヘレン・ウェーア、1916年
- The Crisis : 主演ジョージ・フォーセット、1916年
- Beware of Strangers : 主演フリッツィー・ブルネット、1917年
- The Smoldering Spark : 主演アンナ・ダッジ、1917年
- The Love of Madge O'Mara : 主演ウィーラー・オークマン、1917年
- Her Perilous Ride : 主演フランク・クラーク、1917年
- Her Heart's Desire : 主演ウィーラー・オークマン、1917年
- Between Man and Beast : 主演ベッシー・アイトン、1917年
- The Victor of the Plot : 主演フランク・クラーク、1917年
- The Witness for the State : 主演ベッシー・アイトン、1917年
- The Angel of Poverty Row : 主演ベッシー・アイトン、1917年
- The Law North of 65 : 主演ベッシー・アイトン、1917年
- Who Shall Take My Life? : 主演トム・サンチ、1917年
- The City of Purple Dreams : 主演トム・サンチ、1918年
- The Still Alarm : 主演トム・サンチ、1918年
- A Hoosier Romance : 主演コリーン・ムーア、1918年
- The Yellow Dog : 主演アーサー・ホイト、1918年
- Tongues of Flame : 主演マリー・ウォールキャンプ、1918年
- The Sea Flower : 主演ファニタ・ハンセン、1918年
- Little Orphant Annie : 主演コリーン・ムーア、1918年
- The Railroader : 主演ジョージ・フォーセット、1919年
- 『靂霹』 The Thunderbolt : 主演キャサリン・マクドナルド、1919年
- 『美の悲哀』（別題『美人市塲』） The Beauty Market : 主演キャサリン・マクドナルド、1919年

### 1920年代
- 『コルシカの兄弟』（別題『コルシカ島の兄弟』） The Corsican Brothers : 共同監督ルイ・ガスニエ、主演ダスティン・ファーナム、1920年
- When Dawn Came : 主演リー・シャムウェイ、1920年
- 『沙漠に燃ゆる花』 Moon Madness : 主演イーディス・ストーレイ、1920年
- 『大幸福』 Big Happiness : 主演ダスティン・ファーナム、1920年
- 『怒髪天を衝いて』 The First Born : 主演早川雪洲、1921年
- 『黒薔薇』 Black Roses : 主演早川雪洲、1921年
- 『男一匹の意地』 Where Lights Are Low : 主演早川雪洲、1921年 - 監督・出演
- 『スワンプ』（別題『沼』） The Swamp : 主演早川雪洲、1921年
- 『翡翠の誘惑』（別題『硬玉の誘惑』） The Lure of Jade : 主演ポーリン・フレデリック、1921年
- Two Kinds of Women : 主演ポーリン・フレデリック、1922年
- 『薔薇の刺』 The World's a Stage : 主演ドロシー・フィリップス、1922年 - 監督・脚本（最終脚本作）
- Three Who Paid : 主演ダスティン・ファーナム、1923年
- The Buster : 主演ダスティン・ファーナム、1923年
- 『鉄壁粉砕』（別題『相続者』） Bucking the Barrier : 主演ダスティン・ファーナム、1923年
- 『男子の本領』 The Grail : 主演ダスティン・ファーナム、1923年
- Pagan Passions : 主演ウィンダム・スタンディング、1924年
- The Bowery Bishop : 主演ヘンリー・B・ウォルソール、1924年 - 監督（最終監督作）

## 関連事項
- セリグ・ポリスコープ・カンパニー （en:Selig Polyscope Company）
- レックス・ビーチ （en:Rex Beach）

## 註
1. 1 2 3 4 5 6 7 8 9 10 11 12  Colin Campbell, Internet Movie Database （英語）, 2010年6月14日閲覧。
2. ↑  『ブルーバード映画の記録』 : 製作・著・発行山中十志雄・塚田嘉信、1984年4月、p.60-63.